# Fabio Deotto
Fabio Deotto (Vimercate, 1982) è uno scrittore, giornalista e traduttore italiano.

## Biografia
Nato a Vimercate, nel 2004 si laurea in Biotecnologie all’Università di Milano Bicocca con una tesi sull’evoluzione molecolare del virus HIV-1, per poi dedicarsi interamente alla scrittura e alla traduzione.
Dopo aver lavorato come giornalista scientifico e culturale, esordisce nel 2014 con il romanzo Condominio R39, vincendo il Premio Zocca Giovani e arrivando in finale al Premio Massarosa. Nel 2017 pubblica il suo secondo romanzo, Un attimo prima. Nel 2021 esce il saggio-reportage sulla crisi climatica L’altro mondo. La vita in un pianeta che cambia, vincitore del Premio Biella Giuria dei Lettori.
Ha collaborato con varie testate, tra cui Wired, Esquire, Corriere della Sera, IlSole24Ore e Massachusetts Review. Ha tradotto tra gli altri Marshall McLuhan, Geoff Mann, David Winner e Elif Batuman.

## Opere

### Romanzi
- Condominio R39, Roma, Einaudi Stile Libero, 2014 ISBN 9788806217853
- Un attimo prima, Roma, Einaudi Stile Libero, 2017 ISBN 9788806235123

### Saggi
- L’altro mondo. La vita in un pianeta che cambia, Milano, Bompiani (2021) ISBN 9788830105157

| Controllo di autorità | SBN LO1V392966 |